# Viagrande
Viagrande is een gemeente in de Italiaanse provincie Catania (regio Sicilië) en telt 7225 inwoners (31-12-2004). De oppervlakte bedraagt 10,1 km², de bevolkingsdichtheid is 715 inwoners per km².

## Geografie
De gemeente ligt op ongeveer 410 m boven zeeniveau.
Viagrande grenst aan de volgende gemeenten: Aci Bonaccorsi, Aci Sant'Antonio, San Giovanni la Punta, Trecastagni, Zafferana Etnea.